# بازار شیخ علاءالدوله
بازار شیخ علاء الدوله یا بازار مرده‌ها مربوط به دوره زند و قبل از آن است و در سمنان، در خیابان امام واقع شده است. این اثر در تاریخ ۲۵ اسفند ۱۳۸۰ با شمارهٔ ثبت ۵۶۳۷ به‌عنوان یکی از آثار ملی ایران به ثبت رسیده است.